# 马西莫·布萨卡
馬西莫·布薩卡（義大利語：Massimo Busacca，1969年2月6日—），瑞士足球裁判，亦為一位商人 。自1990年起，他正式成為足球裁判，並在1996年開始裁法瑞士足球超級聯賽，至2000年，他取得國際足協的文憑，成為一位國際足球裁判。

## 生涯

### 2006年世界盃
自2006年起，布薩卡開始執法重要的國際性賽事，如在2006年世界盃中，他就為H組分組賽—西班牙對烏克蘭執法，在該場球賽中，布薩卡發出一面紅牌與兩面黃牌。而在阿根廷對墨西哥的十六強淘汰賽中，他合共發出了五面黃牌。

### 2007年歐洲足協盃
2007年，他除了一面出任瑞士超級聯賽的裁判外，亦為2007年歐洲足協盃決賽執法，在該場賽事中，他以兩面黃牌逐走愛斯賓奴中場球員摩西斯。

### 2008年歐洲國家盃
翌年，布薩卡取得歐洲足協信任，成為2008年歐洲國家盃的裁判，他先後為二場分組賽—荷蘭對羅馬尼亞(C組)、希臘對瑞典(D組)，以及半決賽—德國對土耳其國家足球隊的賽事。

### 2009年歐聯
2009年，布薩卡第四度為國際性賽事執法，他於5月27日在羅馬奧林匹克體育場為曼聯對巴塞羅拿的歐聯決賽執法。

### 2010年歐冠
2009年，布薩卡第五度為國際性賽事執法，他於3月8日在諾坎普體育場為阿森納對巴塞羅拿的歐冠八分之一決賽執法。

## 資料來源
1. ↑  .   [2009-05-26]. （原始内容存档于2009-07-15）.
2. ↑  Factsheet 2 - Korrektur （页面存档备份，存于）